# Ted Mosby, az építész (Így jártam anyátokkal)
A Ted Mosby, az építész az Így jártam anyátokkal című televízió-sorozat második évadának negyedik epizódja. Eredetileg 2006. október 9-én vetítették, míg Magyarországon 2008. november 6-án.
Ebben az epizódban Barney megosztja Teddel azt a véleményét, hogy az egyedülálló nőknek bejön, ha azzal csajozik, hogy építész. Hamarosan híre megy Ted Mosbynak, az építésznek, mint a nők bálványának, Robin pedig eltökéli, hogy leleplezi a szerinte hűtlen Tedet.

## Cselekmény
Ted és Robin túlesnek az első veszekedésükön, ami azért robban ki, mert Robin megunja, hogy Ted csak a munkájáról tud beszélni. Ted szerint ő mindig meghallgatja a problémáit és nem érti, miért nem működik fordítva a dolog. Megosztja ezt a bárban Marshall-lal és Barneyval. Marshall a jogi kar egyik bulijára hívja, amit visszautasít, mert inkább az "unalmas" munkájával foglalkozik. Barney szerint az építészet nem is unalmas, a csajok ugyanis buknak rá. Minden csak azon múlik, milyen hangsúllyal mondja, hogy építész. Aznap este Ted ki is próbálja, és meglepődik, hogy sikerül – beszélgetni kezd egy lánnyal, aki szerint az építészek szexik.
Eközben Robin is elmeséli a problémát Lilynek, aki szerint a párkapcsolat arról szól, hogy hallgassuk meg a másik felet. Szerinte nem is az volt a baj, hogy nem figyelt oda rá, hanem hogy leszólta a Baseballálmok című filmet (igazából mindkettő baj volt). Robin felismeri, hogy az lehet mindennek az oka, hogy ilyen komoly kapcsolatban még sosem volt. A bárba megy Lilyvel, hogy bocsánatot kérjen, de Ted nincs ott. Egy lány azt mondja nekik, hogy Ted Mosby, az építész itt járt, de nemrég elment egy barátjával és a barátnőjével egy jogászbuliba. Robin egyáltalán nem tűnik féltékenynek, csak akkor lesz az egy kicsit, amikor megtudja, hogy a nő egy gyönyörű kickbox-edző.
Robin és Lily elmennek a jogászbuliba, ahol Brad, a házigazda elmondja nekik, hogy Ted Mosby, az építész csakugyan itt járt, de a barátnőjével és a haverjával leléptek egy klubba. Robin kétségbeesik, mert tudja, hogy Ted nem jár klubokba, főleg nem szép nőkkel. Felhívja őt, de nem veszi fel a telefont. Felhívja Marshallt, aki azt mondja neki, hogy Ted dolgozik. Robin ezt annak tudja be, hogy Marshall fedezi Tedet, aki megcsalja őt. Elmennek a klubhoz, ahol a kidobó elmondja nekik, hogy Ted Mosby, az építész itt járt, de elment a barátnőjének a lakására. Egy kis pénzért cserébe megtudják, hol a lakás. Robin meglepve tapasztalja, hogy az ajtó nyitva, és hogy Barney fekszik a nő ágyában. Kiderül, hogy Ted csakugyan dolgozik, a "Ted Mosby, építész" dumát egész este Barney dobta be, hogy felszedjen egy csajt. Lily megnyugtatná Robint, hogy semmi baj, Ted nem csalta meg, de Robin teljesen kiakad azon, hogy milyen paranoiás volt. Lily azt mondja neki, hogy ilyen őrülten és paranoiásan szokás viselkedni egy kapcsolatban, ez teljesen normális. Barney lelép velük, egy sablon búcsúüzenetet otthagyva, mielőtt a randija kijönne a zuhany alól.
Robin fánkot és kávét visz Tednek, és bocsánatot kér tőle, felajánlva, hogy bármikor panaszkodhat neki. Kérésére Ted megmutatja neki azt, amin annyit dolgozott – Jövőbeli Ted elmondja, hogy most először mutatta meg valakinek a terveit, aki nem a kollégája volt. Sőt, azt  a tervét fel is építették, és a felhőkarcoló 2030-ban is áll.

## Kontinuitás
- Először esik szó az építészcégről, ahol Ted dolgozik.
- Robin nem hiszi el Tedről, hogy egy klubba ment, mert többször kijelentette, hogy nem szereti a klubokat.
- Robin megemlíti, hogy Ted nem szeret klubokba járni, ahogy az "Oké Király" című részben is volt. Ebben a részben a klub kidobója az ottani klub kidobója is volt.
- Robin megemlíti, hogy szerencséje van a lánynak, hogy olyan kicsi a táskája, mert nem fér el benne egy pisztoly. A "Hol is tartottunk?" című részből ismert Robin fegyvermániája.

## Jövőbeli visszautalások
- A jogászbuli házigazdája Brad Morris, aki később is szerepet kap a sorozatban.
- A "Jogi praktikák" című részből derül ki, hogy Ted tervét hogyan is építették fel.
- Az "Én nem az a pasi vagyok" címűrészből kiderül, hogy van egy Ted Mosby nevű pornószínész, aki egy Szexépítész című filmben is szerepel.
- Robin szerint Ted "konkrétan" állandóan csak a munkája miatt panaszkodik. A szó általa való túlzott használata a "Spoilerveszély" című részből derül ki.
- A Barney által felültetett lány később egy weboldalt is indít (tedmosbyisajerk.com Archiválva 2019. augusztus 12-i dátummal a Wayback Machine-ben), ami a "Selejtező" című részben látható.
- A "Nem apák napja" című részben Robin ismét egy fegyvert tart magánál.
- Tedet a "Vén Clancy király" című részben kirúgják a munkahelyéről.
- A "Robin: Kezdőknek" című részben Ted megemlíti Robin egyik arckifejezéseként , mint a legveszélyesebbként azt, amilyet ebben a részben vágott, amikor "Tedet" és a szeretőjét akarta kicsinálni.
- Robin viselkedése, hogy megfutamodik a viták elől, hasonló, mint Barney-é, amint a "Skótdudások" című részben is látható. Ennek oka, hogy mindketten tapasztalatlanok a párkapcsolatok terén.

## Érdekességek
- A visszaemlékezésben, amikor Ted és Robin első veszekedését mutatják, egyszer Ted kezében van egy üveg sör, másszor ugyanaz az üveg Robin kezébe kerül.

## Vendégszereplők
- Joe Manganiello – Brad
- Dawn Olivieri – Anna
- Ryan O'Connor – Chet
- Joe Nieves – Carl
- Stephen Keys – kidobó
- Aisha Kabia – Kara
- Maria Arcé – Paula
- Bach Hoang – manikűrös

## Zene
- The Decemberists – Here I Dreamt I Was an Architect

## Fordítás
- Ez a szócikk részben vagy egészben  a   Ted Mosby: Architect című angol Wikipédia-szócikk ezen változatának fordításán alapul.  Az eredeti cikk szerkesztőit annak laptörténete sorolja fel. Ez a jelzés csupán a megfogalmazás eredetét és a szerzői jogokat jelzi, nem szolgál a cikkben szereplő információk forrásmegjelöléseként.| - m - v - sz « előző Így jártam anyátokkal 2. évad következő »                                                                                                                                                                                                                                                                                                                                                       | - m - v - sz « előző Így jártam anyátokkal 2. évad következő » |
| --- | -------------------------------------------------------------- |
| - Az Így jártam anyátokkal epizódjainak listája |                                                                |
| - Hol is tartottunk? - A skorpió és a varangy - Villásreggeli - Ted Mosby, az építész - A világ legjobb párosa - Jogi praktikák - Swarley - Atlantic City - A pofogadás - Szingliszellem - Hogyan lopta el Lily a karácsonyt - Először New Yorkban - Oszlopok - A hétfő esti meccs - A szerencsepénz - Cuccok - Arrivederci, Fiero - A költözés - A legénybúcsú - Nyílt kártyákkal - Valami kölcsönvett - Valami kék |                                                                || - m - v - sz Így jártam anyátokkal | - m - v - sz Így jártam anyátokkal                                                                  | - m - v - sz Így jártam anyátokkal |
| ---------------------------------- | --------------------------------------------------------------------------------------------------- | ---------------------------------- |
| Epizódok                           | - 1. - 2. - 3. - 4. - 5. - 6. - 7. - 8. - 9. évad                                                   |                                    |
| Szereplők                          | - Ted Mosby - Marshall Eriksen - Robin Scherbatsky - Barney Stinson - Lily Aldrin - Tracy McConnell |                                    |
| Filmzene                           | - How I Met Your Music                                                                              |                                    |
| Kapcsolódó sorozat                 | - Így jártam apátokkal                                                                              |                                    |